# Édouard Balliol
Édouard Balliol, né vers 1283 et mort en 1364 à Wheatley, est un prétendant au trône d'Écosse. Fils du roi Jean Balliol, il tente d'avancer ses droits sur le trône avec le soutien du roi d'Angleterre Édouard III et règne à trois reprises sur l'Écosse entre 1332 et 1336 mais ne parvient pas à imposer son hégémonie et finit par renoncer à ses droits en 1356 en faveur d'Édouard III.

## Biographie

### Un prince déshérité
Édouard Balliol est le fils aîné du roi Jean d'Écosse et d'Isabelle, fille de Jean de Warenne, 6e comte de Surrey et d'Alice de Lusignan. Il est probablement né peu après le mariage de ses parents qui intervient avant février 1281. Il a peut-être un frère cadet, prénommé Henri selon les sources, qui aurait été tué en décembre 1332. On sait peu de choses du début de la vie d'Édouard Balliol. Lorsqu'en juillet 1296, son père est contraint d'abdiquer du trône d'Écosse et est incarcéré en Angleterre, Édouard l'accompagne. Il réside dans la Tour de Londres puis au sein de la suite du futur Édouard II. Bien que Jean Balliol soit transféré en juillet 1299 à la garde du pape Boniface VIII en France, Édouard est retenu en Angleterre mais désormais sous la garde de son cousin John de Warenne, 7e comte de Surrey. Il est toujours traité honorablement quand, vers 1310, il est retiré de la maison de son cousin et intégré dans celle de Thomas de Brotherton et d'Edmond de Woodstock, les demi-frères du roi Édouard II.
Après la mort de son père en novembre 1314, Édouard Balliol est autorisé à prendre possession des biens des Balliol en France, et il semble y être resté, à l'exception de visites occasionnelles en Angleterre. Bien que, selon le traité franco-écossais de 1295, il était prévu qu'il épouse une nièce du roi de France Philippe IV le Bel, aucune suite n'est donnée à ce projet, sans doute parce qu'il n'a jamais obtenu un statut suffisant qui seul aurait pu lui permettre d'obtenir une épouse du rang auquel il aspirait. Il est possible que l'obscure conspiration découverte en août 1320 et menée par William II de Soules contre le roi Robert Ier d'Écosse avait pour objet de rétablir Édouard Balliol sur le trône. Quoi qu'il en soit, il est certain que pendant les années 1320, il y a des signes d'intérêt pour Balliol en Angleterre, notamment d'Henri de Beaumont, qui a été spolié de ses droits de comte de Buchan par Robert Ier. Lorsque le roi d'Angleterre Édouard III élimine en octobre 1330 du gouvernement sa mère Isabelle de France et Roger Mortimer, le temps d'Édouard Balliol est venu.

### Conquête du trône d'Écosse
Robert Ier est mort en juin 1329, et l'Écosse est désormais gouvernée par Thomas Randolph, 1er comte de Moray, régent du jeune David II Bruce. Édouard Balliol se rend plusieurs fois en Angleterre à cette époque et constate que, si Édouard III n'est pas prêt à intervenir directement en Écosse, il veut toutefois bien favoriser une invasion de l'Écosse par Édouard Balliol et les « déshérités », qui l'encouragent dans ses velléités pour le trône d'Écosse. Le projet est mis en œuvre immédiatement à la nouvelle de la mort du régent écossais le 20 juillet 1332. Édouard Balliol et les « déshérités » débarquent à Kinghorn le 6 août suivant. Les Écossais réagissent mais Édouard Balliol bat les troupes de David II menées par le nouveau régent Donald, comte de Mar, le 11 août à la bataille de Dupplin Moor. Balliol est couronné roi des Écossais à Scone le 24 septembre 1332 et tente d'établir son autorité. Il offre lui-même dès novembre de rendre l'hommage pour le royaume d'Écosse au roi d'Angleterre et accepte qu'une importante partie du sud du territoire soit placée sous la souveraineté directe des Anglais.

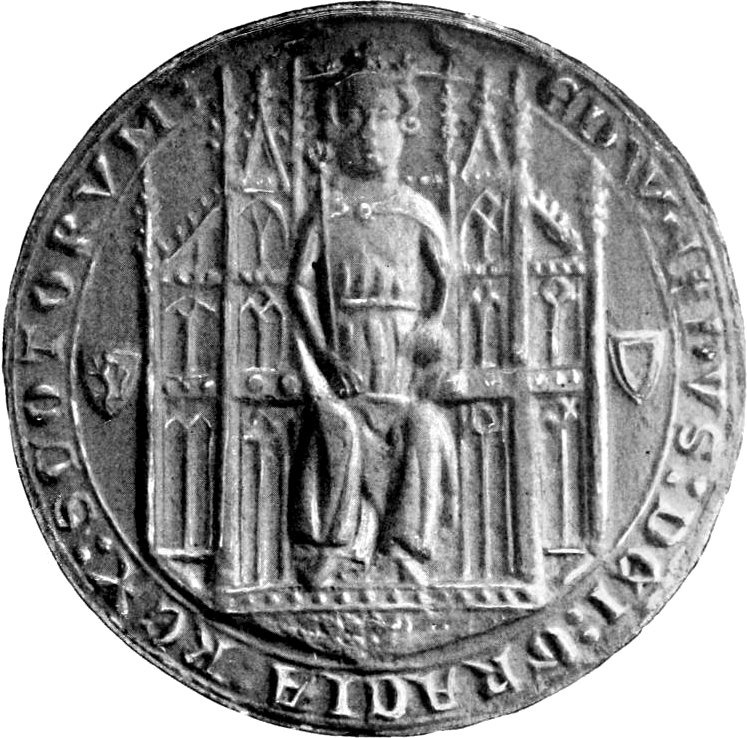
Sceau utilisé par Édouard Balliol lors de son avènement au trône.

Après un succès lors d'une escarmouche à Roxburgh dans laquelle le gardien de l'Écosse Andrew Murray de Bothwell est capturé, Édouard Balliol se retire pour passer la Noël 1332 en sécurité à Annan, dans le manoir ancestral du domaine des Balliol dans le Galloway. Le 16 décembre, il y est surpris par un parti mené par Archibald Douglas et John Randolph, 3e comte de Moray. Balliol est obligé de s'enfuir à demi-nu vers l'Angleterre. Édouard III n'a pas d'autre choix que de s'impliquer directement dans le conflit car il cherche par ailleurs à rétablir la réputation de l'Angleterre après le cuisant échec subi par son père en Écosse au cours des décennies précédentes. De mars à juillet 1333, Édouard III d'Angleterre et Édouard Balliol envahissent l'Écosse à la tête d'une armée de 13 000 hommes et mettent le siège devant Berwick. Balliol bat une nouvelle fois avec l'aide de ses alliés anglais l'armée écossaise qui s'avance au secours de la cité lors de la bataille de Halidon Hill le 19 juillet 1333, où périt le régent Archibald Douglas.
Édouard Balliol est rétabli sur son trône. Il réussit à réunir un Parlement à Holyrood en février 1334, lors duquel il obtient la validation de l'accord passé avec Édouard III et récompense rapidement ses partisans, dont un certain nombre de nobles anglais, auxquels il octroie des domaines en Écosse. Il met aussi en place une administration en nommant William Bullock chambellan et gardien du château de Cupar dans le Fife et au moins un shérif, Alan Lisle, qui officie à Bute et Cowal. Il rend alors personnellement un hommage simple au roi d'Angleterre à York le 5 juin 1334, qui est suivi d'un hommage formel à Newcastle le 19 juin. Une semaine avant, il a cédé les sheriffdoms de Berwick, Roxburgh, Selkirk, Peebles, Dumfries, et trois parties du Lothian à Édouard III. Entretemps, le jeune David II et son épouse Jeanne d'Angleterre se sont réfugiés en France en mai 1334, où ils vont passer les sept années suivantes à Château-Gaillard en Normandie. Robert Stewart et John Randolph deviennent en juillet 1334 gardiens pour le compte de David II.

### Alternance de victoires et défaites
Malgré ses succès apparents, la position d'Édouard Balliol reste fragile. Des querelles subsistent entre les « déshérités », qu'il a restaurés dans les domaines qu'ils revendiquaient en Écosse, et les partisans de David Bruce, particulièrement Robert Stewart dans le Ayrshire et William Douglas dans le sud-ouest, résistent toujours. En août 1334, Édouard Balliol doit se rendre à Berwick pour solliciter l'appui d'Édouard III. Il apparaît rapidement que son régime ne peut pas survivre sans un appui important des Anglais. Après la Noël 1334, Édouard III rejoint Balliol lors d'une campagne destinée à reprendre le contrôle de Roxburgh. Pour le moment, il atteint à peu près tous ses objectifs mais les plans sont en cours pour un plus grand effort à l'été suivant, notamment, à la suggestion de Balliol, d'une attaque sur la côte ouest de l'Écosse. Ce plan est mis en œuvre en juin 1335. Édouard Balliol, maintenant à Newcastle, s'avance sans opposition jusqu'à la côte est tandis qu'Édouard III, à partir de Carlisle, marche à travers la région de Nithsdale. Le mouvement de tenailles est prévu pour se refermer à Glasgow, ce qu'il fait à la fin de juillet. De là, les deux Édouard marchent vers Perth. En plus de Roxburgh et Lochmaben, des garnisons sont établies à Stirling et Perth.
Les régions cédées dans le sud de l'Écosse par l'accord de 1334 passent sous le contrôle anglais et des shérifs sont établis à Berwick, Édimbourg et Dumfries. Beaucoup de ceux qui ont déserté le parti de Balliol l'année précédente lui font de nouveau allégeance, et même Robert Stewart se soumet. L'automne de 1335 est le sommet de la bonne fortune d'Édouard Balliol. Il en profite curieusement pour quitter l'Écosse où il nomme l'un des « déshérités », David III Strathbogie, comte d'Atholl, comme « gardien » et choisit de façon étonnante dans ces circonstances de se retirer pour passer l'hiver à Holy Island dans le Northumberland. La résistance contre Balliol se poursuit, conduite par Andrew Murray de Bothwell et William Douglas, et le 30 novembre 1335, Andrew Murray défait et tue David Strathbogie à la bataille de Culblean, dans le sud-ouest de l'Aberdeenshire. Cet événement entraîne une nouvelle campagne d'Édouard III en Écosse à l'automne 1336, au cours de laquelle il récupère et répare le château de Bothwell dans le Lanarkshire, fortifie de nouveau Perth et dote la ville d'une garnison anglaise. Il s'agit de la dernière campagne d'Édouard III en Écosse. Désormais, toute son attention est accaparée par les affaires françaises et il abandonne l'Écosse à ses lieutenants, ce qui précipite le déclin d'Édouard Balliol.

### Déclin, renonciation et mort
En 1337, Andrew Murray de Bothwell mène une série de campagnes victorieuses en Angus et en Fife, reprenant les châteaux de St Andrews, Bothwell et Leuchars, mais pas celui de Cupar. Les tentatives anglaises pour s'emparer du château de Dunbar en 1337 et 1338 échouent. Balliol apparaît pour la dernière fois à Perth en août 1338. Peu après, il se retire dans le nord de l'Angleterre où, en 1339, il est nommé commandant d'une armée anglaise chargée de combattre l'Écosse et d'envahir les « marches ». En octobre 1339, un mandat est émis pour payer les soldes de 1 264 hommes de Cumberland et de Westmorland qui vont en Écosse sous le commandement d'Édouard Balliol pour mener une dernière campagne, pourtant infructueuse. La présence effective d'Édouard Balliol en Écosse est terminée et il ne reste plus aux partisans de David II que de reprendre les garnisons anglaises restantes : Perth tombe en 1339, suivie d'Édimbourg en 1341, puis de Roxburgh et Stirling en 1342. En juin 1341, David II et son épouse sont de retour dans leur royaume en liesse.
Pendant les années 1340, Édouard Balliol est encore nommé au commandement d'armées dirigées contre les Écossais mais sans grand effet. On connait mieux son action sur le Galloway, où se trouvent ses domaines ancestraux. En août 1339, plusieurs grands propriétaires terriens du Galloway ont fait la paix avec Édouard III mais Balliol est incapable d'occuper son château ancestral de Buittle en 1352, bien qu'il semble encore en mesure de fortifier en 1348 Hestan Island, au large de Kirkcudbright. Il y laisse une garnison sous le commandement de Duncan MacDougall. Après la victoire des Anglais et la capture de David II lors de la bataille de Neville's Cross en octobre 1346, Édouard Balliol agit encore en tant que commandant des armées anglaises qui vont occuper le sud de l'Écosse. Il ne parvient néanmoins pas à s'y implanter durablement. Édouard Balliol se retire finalement en Angleterre où il finit par abdiquer en faveur d'Édouard III le 20 janvier 1356 tous ses droits au trône d'Écosse. Pensionné par le roi d'Angleterre, il meurt vers janvier 1364 à Wheatley, près de Doncaster. Il ne semble avoir contracté aucune union et les prétentions au trône de la famille Balliol s'éteignent avec lui.